# Glenbar National Park
Glenbar National Park är en park i Australien. Den ligger i delstaten Queensland, omkring 190 kilometer norr om delstatshuvudstaden Brisbane.
Runt Glenbar National Park är det mycket glesbefolkat, med 2 invånare per kvadratkilometer.. Närmaste större samhälle är Sexton, omkring 18 kilometer sydost om Glenbar National Park.
I omgivningarna runt Glenbar National Park växer huvudsakligen savannskog. Genomsnittlig årsnederbörd är 1 212 millimeter. Den regnigaste månaden är mars, med i genomsnitt 257 mm nederbörd, och den torraste är september, med 21 mm nederbörd.